# خلیج اونگا
خلیج اونگا (انگلیسی: Onega Bay) یک خلیج در جمهوری کارلیای کشور روسیه است.